# 乾県
乾県（けん-けん）は中華人民共和国陝西省咸陽市に位置する県。
唐代には奉天と呼ばれ、遼寧省瀋陽と旧名を同じくするが、別の都市。

## 行政区画
- 街道:城関街道
- 鎮:薛録鎮、梁村鎮、臨平鎮、姜村鎮、王村鎮、馬連鎮、陽峪鎮、峰陽鎮、注泔鎮、霊源鎮、陽洪鎮、梁山鎮、周城鎮、新陽鎮、大楊鎮